# Archaeology, Anthropology, and Interstellar Communication
Archaeology, Anthropology, and Interstellar Communication är en essäsamling från 2014 redigerad av Douglas Vakoch och publicerad av NASA. Boken är fokuserad på den roll som humaniora och samhällsvetenskap, särskilt antropologi och arkeologi, spelar i sökandet efter utomjordisk intelligens (SETI). De sjutton essäerna är uppdelade i fyra avsnitt, som bland annat utforskar SETIs historia, arkeologiska jämförelser för kommunikation mellan människor och utomjordingar, samt potentiella klyftor mellan människor och utomjordingar och dess konsekvenser.
Boken fick stor mediebevakning när den släpptes. Förutom allmänt positiva recensioner var den i centrum för en kontrovers angående en feltolkning av en av dess essäer. Ett citat om forntida stenristningar, som retoriskt påstod att de "[lika gärna] kunde ha skapats av utomjordingar", då de missförståddes av moderna antropologer, missuppfattades eller användes som klickbete av bland andra TheBlaze, The Huffington Post och Artnet.